# Alliance of Women Film Journalists EDA Awards 2006
1. ročník Alliance of Women Film Journalists EDA Awards se konal 17. prosince 2006. Speciální ocenění za největší úspěch ve filmovém průmyslu získala Cate Blanchett. Celoživotní ocenění získala Judi Dench. Za aktivismus získala cenu Angelina Jolie. Helen Mirren získala cenu pro herečku, která popírá věk.

## Vítězové a nominovaní

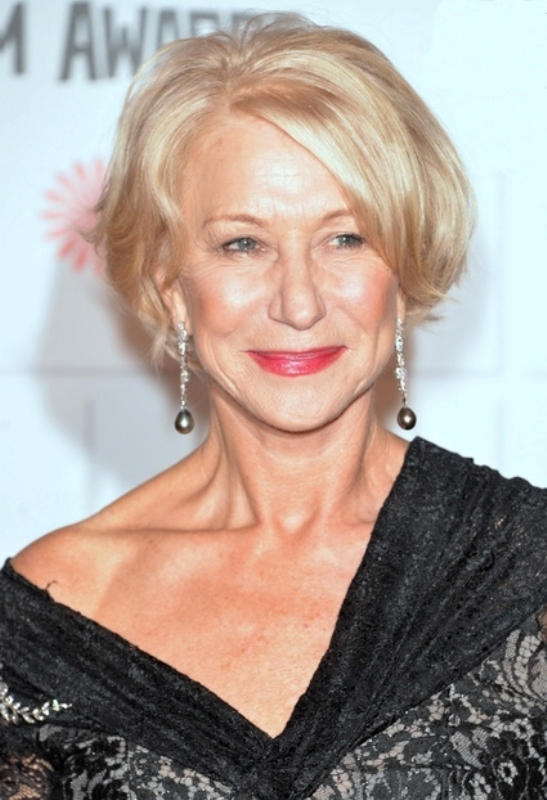
Helen Mirren, Meryl Streep, vítězka v kategorii nejlepší ženský herecký výkon v dramatickém filmu

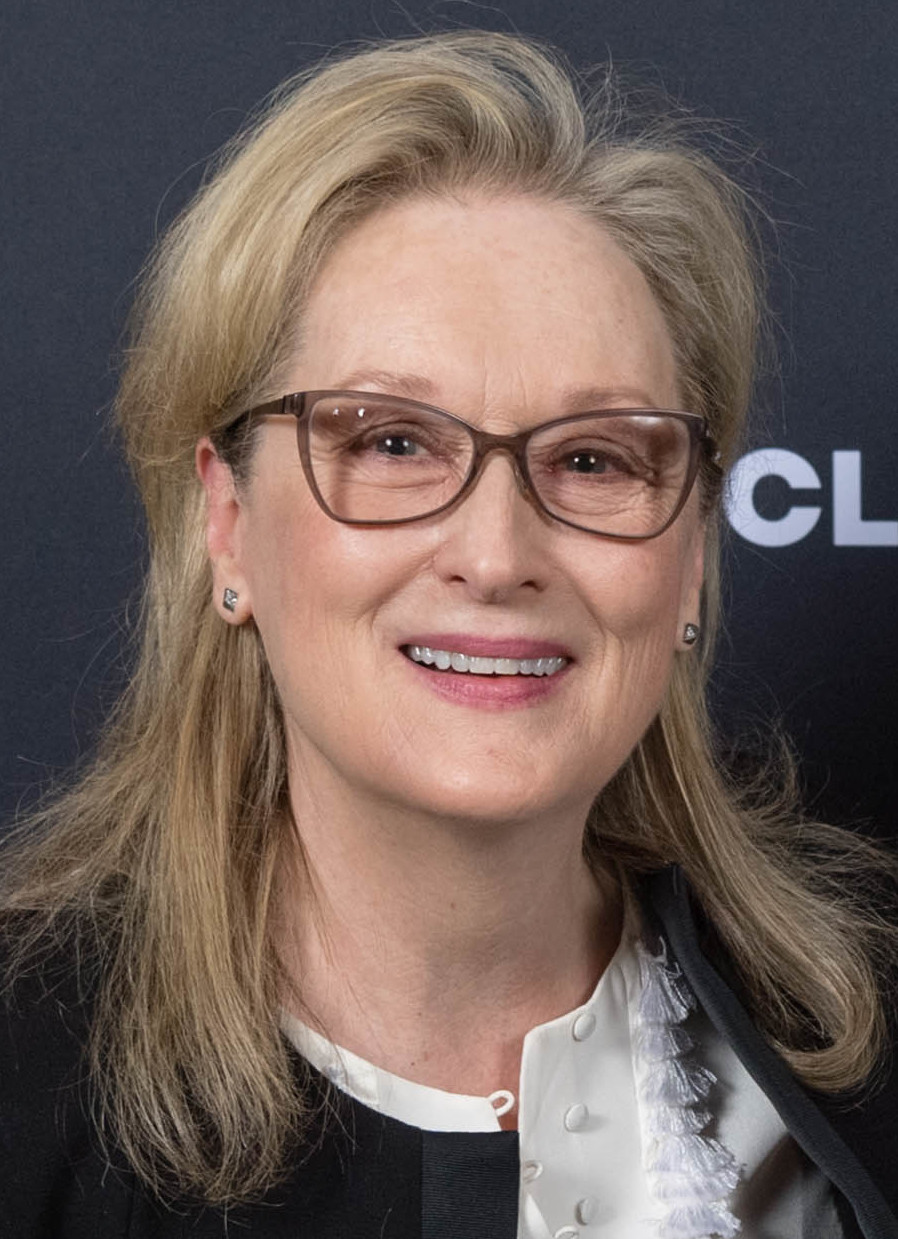
Meryl Streep, vítězka v kategorii nejlepší ženský herecký výkon v komedii

Tučně jsou označeni vítězové.

### Nejlepší film
Faunův labyrint
- Dreamgirls
- Skrytá identita
- Volver
- Královna

### Nejlepší dramatický film o ženě nebo natočený ženou
Jako malé děti
- Sherrybaby
- Královna
- Volver
- Vody

### Nejlepší komediální film o ženě nebo natočený ženou
Malá Miss Sunshine
- Ďábel nosí Pradu
- Horší už to nebude
- Zítra nehrajeme!
- Zbožňuju prachy!

### Nejlepší herečka v hlavní roli (drama)
Helen Mirren – Královna
- Judi Dench – Zápisky o skandálu
- Kate Winslet – Jako malé děti
- Penélope Cruz – Volver
- Maggie Gyllenhall – Sherrybaby

### Nejlepší herečka v hlavní roli (komedie)
Meryl Streep – Ďábel nosí Pradu
- Catherine O'Hare – Nominace na Oscara
- Penélope Cruz – Volver
- Emma Thompson – Horší už to nebude
- Toni Collette – Malá Miss Sunshine

### Nejlepší výkon herce/herečky, který podporuje ženskou protagonistku nebo ženskou perspektivu
Jennifer Hudson – Dreamgirls
- Adriana Barraza – Babel
- Alan Arkin – Malá Miss Sunshine
- Carmen Maura – Volver
- Ryan Gosling – Half Nelson

### Nejlepší dokument o ženě nebo natočený ženou
Jesus Camp
- Chraň nás od zlého
- Highway Courtesans
- Má země
- Sklapni a zpívej

### Nejlepší obsazení
Malá Miss Sunshine
- Zítra nehrajeme!
- Volver
- Babel
- Jako malé děti

### Nejlepší zobrazení nahoty nebo sexuality
Jako malé děti
- Borat
- Babel
- Sherrybaby
- Ta známá Bettie Page

### Nejlepší scenáristka
Anna Boden – Half Nelson
- Elan Soarez – Dům v písčinách
- Shawn Slovo – Dotkni se ohně
- Aline Brosh McKenna – Ďábel nosí Pradu
- Andrea Berloff – World Trade Center

### Objev roku
Abigail Breslin – Malá Miss Sunshine
- Abbie Cornish – Candy a Salto do života
- Ivana Baquerová  – Faunův labyrint
- Rinko Kikuchi – Babel
- Shareeka Epps – Half Nelson

### Herečka, potřebující nového agenta
Uma Thurman
- Bryce Dallas Howard
- Meg Ryanová
- Nicole Kidman
- Sarah Jessica Parker

### Síň studu
Dobrý ročník
Základní instinkt 2
Oktoberfest
Pidihajzlík
Mel Gibson
Černá Dahlia
My dva a křen
Moje superbejvalka